# Гірнича маса
Гірнича маса (рос. горная масса, англ. rock mass, muck, нім. Haufwerk n) — необроблена маса видобутої корисної копалини з домішкою порожньої породи (пустої породи). До Г.м. належить і порода, що надходить з капітальних і підготовчих виробок. Виділяють також рудну масу — суміш руди і породи, яка утворюється при розробці рудних родовищ. Г.м. називають також вугілля, видобуте з присічкою бічних порід, без коригування його маси та зольності до умовних (приведених) параметрів.